# Полето
Поле́то (болг. Полето) — село в Благоєвградській області Болгарії. Входить до складу громади Сімітлі.

## Населення
За даними перепису населення 2011 року у селі проживали 677 осіб.
Національний склад населення села:
| Національність   | Кількість осіб | Відсоток |
| ---------------- | -------------- | -------- |
| болгари          | 638            | 98,2%    |
| інша             | 10             | 1,5%     |
| Всього відповіли | 650            |          |

Розподіл населення за віком у 2011 році:
Динаміка населення: